# Decaryochloa diadelpha
Decaryochloa diadelpha és una espècie de bambú pertanyent a la família de les poàcies, l'única del gènere Decaryochloa. És endèmica de Madagascar.
Creix a altituds d'entre 500 i 1.000 metres, en entorns humits o sub-humits. És de caràcter enfiladís. Triga molt a florir i, quan ho fa, la planta queda tan afeblida que mor.